# Rivoluzione urbana

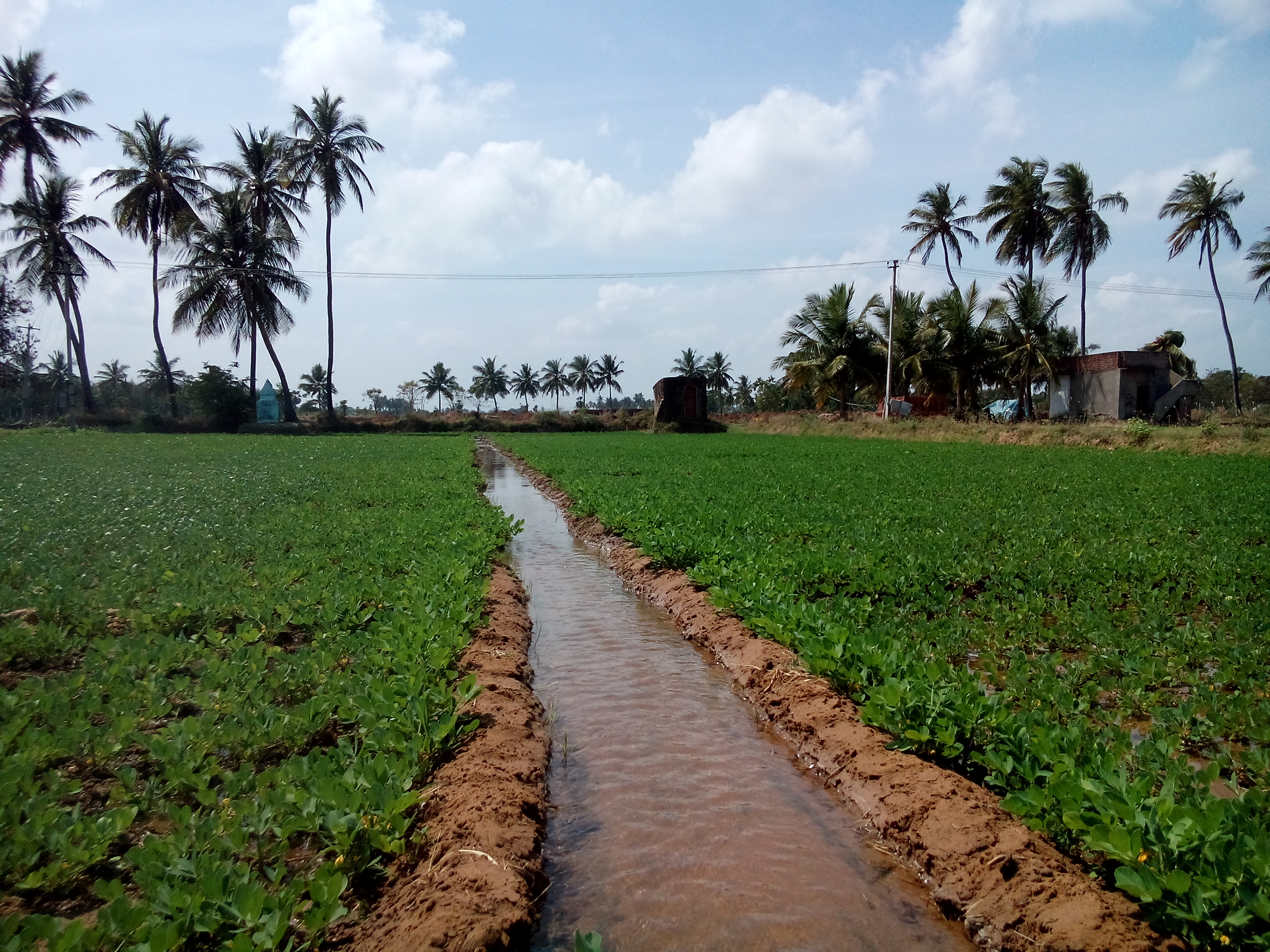
L'agricoltura irrigua, che si sviluppò nelle civiltà fluviali, generò un'eccedenza di produzione agricola, che fu il fattore scatenante della Rivoluzione urbana

La Rivoluzione urbana è il processo che ha portato da una società organizzata in piccoli villaggi agricoli, con cultura orale e socialmente basati sulla parentela, ad una società organizzata in città, con economia complessa, in cui si usa la scrittura e che è divisa in classi sociali, ossia una società urbana che si configura come Stato.
La Rivoluzione urbana si verificò indipendentemente e in epoche diverse in varie aree del pianeta, senza influenze reciproche: in Mesopotamia e in Egitto nel IV millennio avanti Cristo, nella valle dell'Indo e nella valle del Fiume Giallo tra il III e il II millennio avanti Cristo, in Mesoamerica tra il 1500 e 300 dopo Cristo. 
Queste aree sono dette culle della civiltà urbana e a partire da esse il processo di formazione delle città si diffuse ampiamente nel corso dei secoli, anche se non ovunque: in vaste regioni permasero civiltà di tipo neolitico o anche paleolitico sino alle soglie dell'Età contemporanea. 
Il concetto di Rivoluzione urbana è stato messo a fuoco e proposto nel 1936 dall'archeologo Vere Gordon Childe ed è ora considerato uno dei cardini della periodizzazione della Storia, utilizzato per separare la Preistoria dall'Età antica.

## Nascita del concetto di Rivoluzione urbana

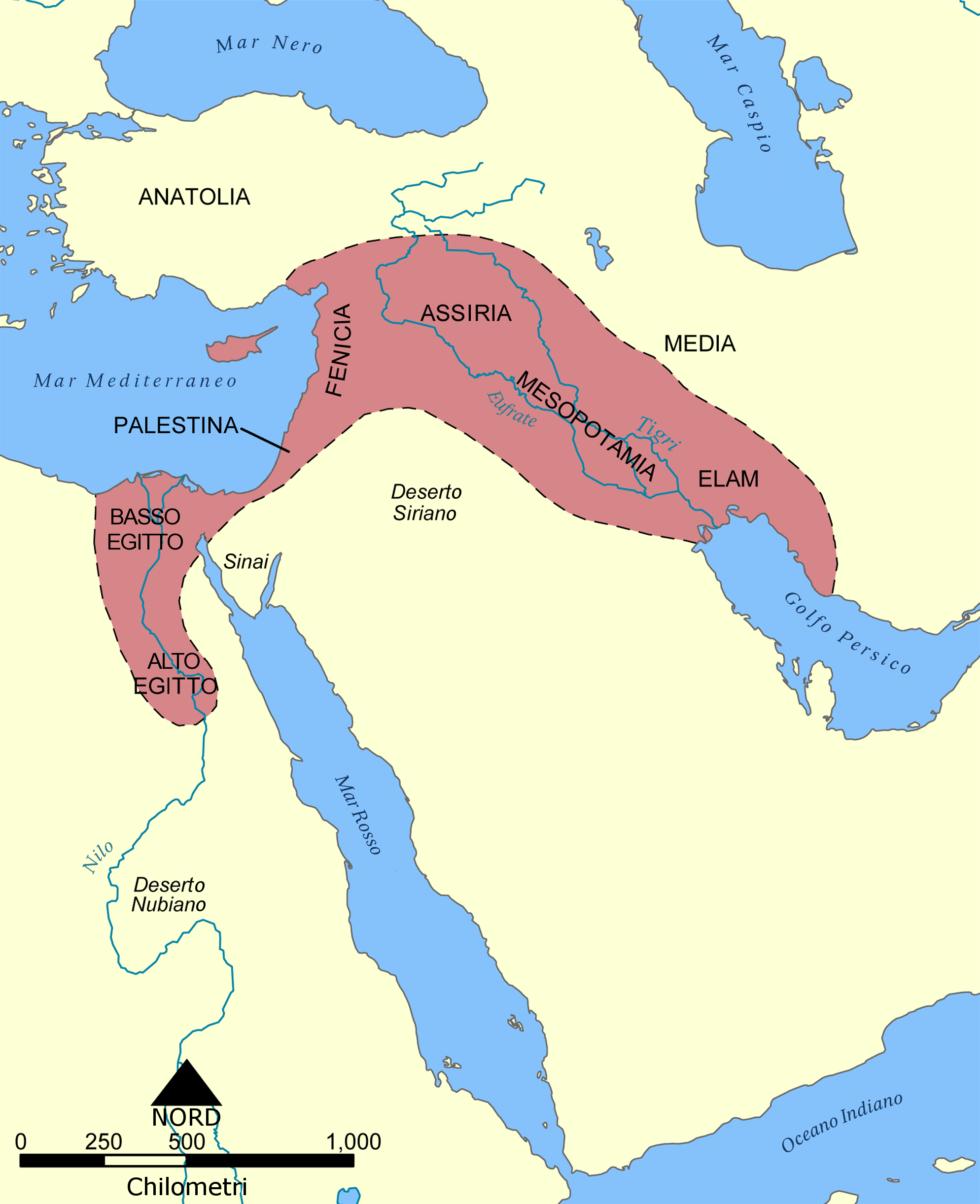
La Mezzaluna fertile, la più nota area in cui si verificò la Rivoluzione urbana

L'archeologo australiano Vere Gordon Childe introdusse il termine "Rivoluzione urbana" negli anni '30 del Novecento. Childe coniò anche il termine "Rivoluzione neolitica" per descrivere il precedente processo attraverso il quale le società di cacciatori-raccoglitori nomadi addomesticarono piante e animali e iniziarono uno stile di vita agricolo e sedentario.
Childe fu il primo a sintetizzare e organizzare l'enorme volume di nuovi dati archeologici raccolti all'inizio del XX secolo per trarre conclusioni dal punto di vista sociale. Mentre i precedenti archeologi si erano concentrati su cronologia e tecnologia, egli applicò concetti e teorie delle scienze sociali per interpretare i reperti archeologici, ed è stato in questo modo che arrivò ad identificare l'esistenza nella Storia della Rivoluzione neolitica e della Rivoluzione urbana.
Childe parlò per la prima volta della Rivoluzione urbana nel suo libro del 1936, L'uomo crea se stesso; poi, il suo articolo del 1950 La Rivoluzione urbana, pubblicato sulla rivista britannica The Town Planning Review, specializzata in pianificazione urbana e regionale, portò il concetto a un pubblico molto più vasto.

## Caratteristiche delle società dopo la Rivoluzione urbana
Nell'articolo del 1950, Childe presentò un modello in dieci punti per descrivere i cambiamenti che furono introdotti dalla rivoluzione urbana; questi dieci derivano tutti dallo stesso fenomeno iniziale: l'introduzione dell'agricoltura irrigua, che generò un'eccedenza alimentare, accumulata a fini sociali e che fu alla base dell'espansione demografica. Ciò si è reso possibile nelle aree situate lungo grandi fiumi, da cui erano derivati i canali per l'irrigazione.
Si presenta di seguito l'elenco dei dieci punti descritti da Childe, nell'ordine in cui egli li ha elencati:
1. le città erano più estese e più densamente popolate di tutti gli insediamenti precedenti;
2. la popolazione era dedita ad attività lavorative specializzate e a tempo pieno, anche non legate alla sussistenza;
3. la maggior parte del surplus, che ogni produttore versava come tassa a una divinità o al re, era destinato a mantenere i lavoratori specializzati e la classe dirigente;
4. la classe dirigente promuoveva la costruzione di grandi opere pubbliche (come i sistemi di canalizzazione delle acque) e di edifici monumentali sia cerimoniali (templi), sia di uso pratico (magazzini di cibo), che ne testimoniavano il potere;
5. la popolazione era suddivisa in classi sociali ed esisteva una classe dirigente composta da capi civili, capi militari, funzionari e sacerdoti;
6. la scrittura, inventata per esigenze amministrative era di uso comune;
7. sempre per esigenze amministrative, nacquero le scienze esatte e predittive: aritmetica, geometria e astronomia;
8. gli stili artistici erano concettualizzati e sofisticati;
9. esisteva un commercio regolare su distanze anche lunghe;
10. l'organizzazione sociale non era più basata sulla parentela, ed era complessa e connotata da forti disuguaglianze, con compensazioni di natura ideologica e religiosa.

Come aree in cui si verificò la Rivoluzione urbana Childe elenca la Mesopotamia, l'Egitto e la valle dell'Indo, con queste parole:
( Vere Gordon Childe, La Rivoluzione urbana, Rubbettino, 2004.)

## Estensione del concetto di Rivoluzione urbana

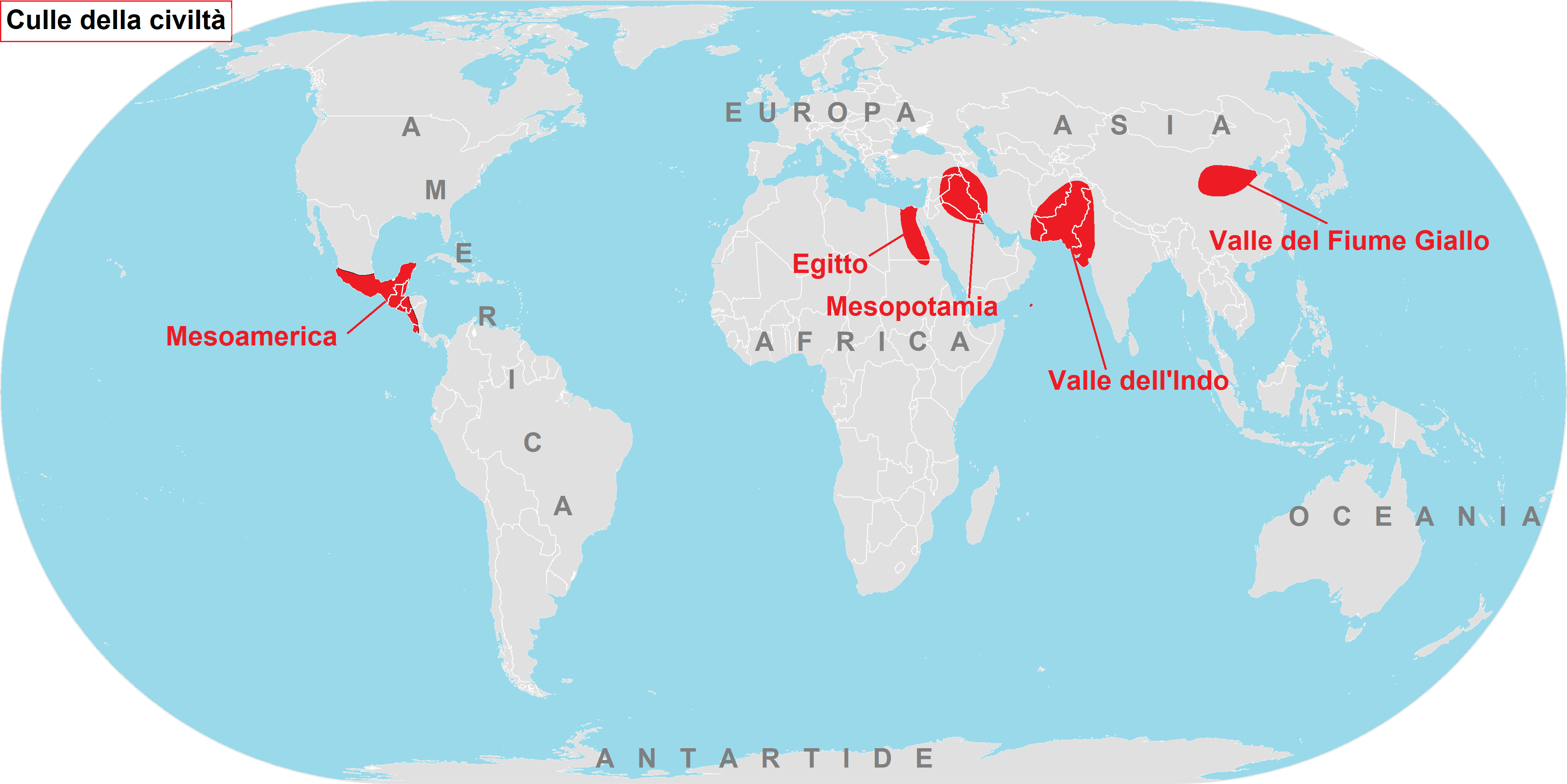
Le culle della civiltà urbana

Il concetto di Rivoluzione urbana proposto da Childe ha avuto seguito tra gli storici, che successivamente l'hanno esteso anche ad altre due aree del globo in cui il processo si è verificato indipendentemente dalle regioni già identificate dallo studioso australiano: ossia la Mesoamerica e la valle del Fiume Giallo, che insieme alla valle del Nilo, alla valle dell'Indo e alla Mesopotamia costituiscono le culle della civiltà urbana.
I dieci punti con i quali Childe riassume le caratteristiche del fenomeno sono stati sottoposti a varie critiche, considerando che alcuni di essi descrivono fenomeni non presenti in tutti i centri della Rivoluzione Urbana e che in alcuni casi manca la consequenzialità tra un punto e l'altro; in ogni caso ancor oggi l'elenco di Childe rappresenta un punto di riferimento nella descrizione del processo di nascita delle prime città.
Tra le caratteristiche della Rivoluzione urbana messe a fuoco più recentemente, c'è il nuovo tipo di religiosità che si sviluppò nelle prime città-stato: nelle religioni preistoriche gli dei erano espressione delle forze naturali e quelli di un'area culturale erano paragonabili a quelli di un'altra; dopo la nascita delle città, invece, gli dei diventano espressione dell'identità civica: ogni città codifica i suoi culti e i suoi dei, che vengono sentiti contrapposti a quelli delle altre città, anche nel caso di guerre. Inoltre, la religione si connette in modo sempre più stretto con il potere, fino a fungere da presupposto che lo rende lecito.
La Rivoluzione neolitica e la Rivoluzione urbana proposte da Childe hanno contribuito in modo significativo alla comprensione moderna di due delle trasformazioni fondamentali e di vasta portata del passato umano prima della Rivoluzione industriale.